# Biegersgut
Biegersgut (oberfränkisch: Biegeasgut) ist ein Gemeindeteil der Großen Kreisstadt Kulmbach im Landkreis Kulmbach (Oberfranken, Bayern). Biegersgut liegt in der Gemarkung Höferänger.

## Geografie
Die Einöde ist unmittelbar von Acker- und Grünland umgeben, das gegen Nordwesten zu einer bewaldeten Anhöhe ansteigt (456 m ü. NHN). Südlich von Biegersgut fließt der Mäusbach, ein rechter Zufluss der Dobrach. Eine Gemeindeverbindungsstraße führt nach Rosengrund (1 km westlich) bzw. nach Höferänger (0,4 km südlich).

## Geschichte
Der Ort wurde 1740 als „Piegersgut“ erstmals schriftlich erwähnt. Benannt wurde das Anwesen nach dem Familiennamen des Besitzers.
Gegen Ende des 18. Jahrhunderts gab es in Biegersgut ein Anwesen. Das Hochgericht übte das bayreuthische Stadtvogteiamt Kulmbach aus. Die Grundherrschaft über das Gut hatte das Klosteramt Kulmbach.
Von 1797 bis 1810 unterstand der Ort dem Justiz- und Kammeramt Kulmbach. Mit dem Ersten Gemeindeedikt wurde Biegersgut dem 1811 gebildeten Steuerdistrikt Oberdornlach und der 1812 gebildeten gleichnamigen Ruralgemeinde zugewiesen. Infolge des Zweiten Gemeindeedikts (1818) wurde der Ort in die neu gebildete Ruralgemeinde Unterdornlach umgemeindet, die 1955 in Höferänger umbenannt wurde. Am 1. Januar 1974 wurde Biegersgut im Zuge der Gebietsreform in Bayern nach Kulmbach eingegliedert.

### Einwohnerentwicklung
| Jahr      | 001861 | 001871 | 001885 | 001900 | 001925 | 001950 | 001961 | 001970 | 001987 |
| Einwohner | 6      | 9      | 8      | 10     | 7      | 12     | 14     | 5      | *      |
| Häuser    |        |        | 1      | 1      | 1      | 1      | 3      |        | *      |
| Quelle    | [ 10 ] | [ 11 ] | [ 12 ] | [ 13 ] | [ 14 ] | [ 15 ] | [ 16 ] | [ 17 ] | [ 18 ] |

## Religion
Biegersgut ist evangelisch-lutherisch geprägt und nach St. Maria Magdalena (Kirchleus) gepfarrt.